# Wild Mood Swings
Wild Mood Swings è il decimo album di studio della rock band inglese The Cure, pubblicato il 6 maggio 1996. È il terzo album dei The Cure a raggiungere la top 10 della Hit Parade italiana (8º posto), risultando nel 1996 il 53º album più venduto in Italia.

## Descrizione
Questo album registra un netto cambiamento di toni dagli ultimi due lavori, i grandemente acclamati Disintegration e Wish: l'atmosfera generale è allegra e spensierata, abbondano leggere canzonette pop e sperimentazioni stilistiche (come l'uso di trombe mariachi e di strumenti sudamericani in The 13th e gli occhiolini al jazz in Gone!), che hanno perlopiù deluso i fan, che infatti non hanno una grande considerazione di quest'album. L'album risente anche del cambio di formazione avvenuto prima delle registrazioni: Porl Thompson e Boris Williams, rispettivamente chitarrista e batterista, avevano abbandonato, lasciando i Cure alla ricerca di sostituti, ricerca che è terminata con il ritorno di Roger O'Donnell e l'ingresso, tramite audizioni, di Jason Cooper, che ha portato nuovi stimoli ed è stato l'ideatore di alcune delle sperimentazioni strumentistiche presenti. Cooper non ha suonato nell'intero album (infatti tra i crediti sono citati alla batteria anche Mark Price, Ronald Austin e Louis Pavlou), ma è comunque accreditato come autore e strumentista per tutte le canzoni.
Dal punto di vista dei testi, questo è un album molto forte, uno dei migliori degli ultimi tempi: contiene ispirazioni chiaramente provenienti dalle esperienze personali dei componenti (Strange Attraction), o dai sentimenti che si provano nell'essere in una tale band per così tanto tempo (Club America, Round & Round & Round, Return). La voce dell'icona Robert Smith è qua più prorompente che mai, spaziando dagli urletti in falsetto alle sfuriate di rabbia.
Non mancano comunque tristi ballate malinconiche, come Treasure (ispirato dalla poesia Remember di Christina Rossetti), Bare e Numb (che affronta di petto il problema della droga), o dolci melodie notturne, tra cui Jupiter Crash, che tratta della collisione tra Giove e una cometa avvenuta nel luglio 1994 e This Is a Lie, sulla monogamia, nata da una discussione al riguardo tra i componenti del gruppo.
Commercialmente, l'album non ha avuto un grande successo ed ha decretato l'inizio della parabola discendente della band, almeno per quanto riguarda la popolarità presso il grande pubblico.

## Tracce
Testi di Robert Smith, musiche di Smith, Gallup, Bamonte, Cooper, O'Donnell.
1. Want – 5:08
2. Club America – 5:01
3. This Is a Lie – 4:32
4. The 13th – 4:06
5. Strange Attraction – 4:20
6. Mint Car – 3:32
7. Jupiter Crash – 4:16
8. Round & Round & Round – 2:39
9. Gone! – 4:31
10. Numb – 4:50
11. Return – 3:28
12. Trap – 3:37
13. Treasure – 3:46
14. Bare – 7:57

Il CD giapponese contiene la bonus track It Used to Be Me, che nel resto del mondo è stata disponibile solo come b-side del singolo d'esordio The 13th.

## Formazione

### Gruppo
- Robert Smith: voce, chitarra, basso a sei corde
- Simon Gallup: basso
- Perry Bamonte: chitarra, basso a sei corde
- Roger O'Donnell: tastiere
- Jason Cooper: batteria, percussioni

### Altri musicisti
- Mark Price: batteria in Mint Car, Trap, Treasure
- Ronald Austin: batteria in This Is a Lie
- Louis Pavlou: batteria in Club America
- Audrey Riley (violoncello), Leo Pyen (violino), Chris Tombling (violino), Sue Dench (viola): quartetto d'archi in Want, Round & Round & Round, Numb, Treasure, Bare
- Mr. Chandrashekar: violino in Numb
- Will Gregory (sassofono), John Barclay (tromba), Steve Sidwell (tromba), Richard Edwards (trombone): sezione ottoni in Return, Gone!
- Sid Gauld (tromba), Jesus Alemany (tromba), Steve Dawson (tromba): sezione ottoni in The 13th

## Classifiche
| Classifica (2021) | Posizione massima |
| ----------------- | ----------------- |
| Grecia            | 27                |